# ادوارد لونرگان
ادوارد لونرگان، (به انگلیسی: Edward F. Lonergan) (زاده ۱۹۶۰) کارآفرین، بازرگان و مدیر ارشد اجرایی آمریکایی است، که در حال حاضر به‌عنوان مدیر عامل اجرایی شرکت نام‌های تجاری بین‌المللی چیکیتا فعالیت می‌کند.